# Afromarengo coriacea
Afromarengo coriacea är en spindelart som först beskrevs av Simon 1900.  Afromarengo coriacea ingår i släktet Afromarengo och familjen hoppspindlar. Inga underarter finns listade i Catalogue of Life.